# Maçonnieke Stichting Ritus en Tempelbouw
De Maçonnieke Stichting Ritus en Tempelbouw is een zelfstandige geschiedkundige stichting voor vrijmetselaren in het Nederlands-Vlaams taalgebied, zonder specifieke stroming.

## Oprichting en doelstelling
In 1946 werd de stichting opgericht, een fusie van twee vooroorlogse organisaties: Maçonnieke Vereeniging tot Bestudering van Symbolen en Ritualen (1905) en Vereeniging Tempelbouw (1931). Het hoofddoel is het bestuderen en vormgeven van diverse aspecten van de vrijmetselarij, waaronder ontstaan, ontwikkeling, rituelen en materiële aspecten.
In het logo van de stichting staat een zogenaamde wolf afgebeeld, een hijswerktuig wat in de vrijmetselarij een sysmbolische betekenis heeft. In de Engelse vrijmetselarij wordt dit aangeduid als een lewis, wat ook de zoon van een vrijmetselaar betekent; in de Nederlandse vrijmetselarij heet dit laatste dan weer een loufton. Het motto van de stichting is de Latijnse tekst 'Regit et Tollit' wat betekent 'zij stuurt en heft op'. 

## Bekendheid en publicaties
De Stichting Ritus en Tempelbouw staat vooral bekend om haar periodieke uitgave Thoth, wat haar naam heeft gevestigd. Ze propageert actief de authentieke benadering van maçonnieke geschiedschrijving, beïnvloed door de Engelse Quatuor Coronati Lodge. Hierbij staat centraal dat geen enkel feit wordt aanvaard zonder grondig bewijs, en het vermijden van ongefundeerde theorieën. De stichting moedigt historische onderzoekers aan om bruikbare hypothesen te ontwikkelen die steunen op harde feitelijke gegevens.
Vrijmetselarij · Beginselen · Geschiedenis · Symbolen · Vrijmetselaarsloge · Ordegrondwet · Obediëntie · Regulariteit en irregulariteit · Ritus · Graden · Grootmeester · Gemengde vrijmetselarij · Para-vrijmetselarij · Antivrijmetselarij · Vrijmetselarij in Nederland · Vrijmetselarij in België · Internationale vrijmetselarij
>>> Meer info op Portaal:Vrijmetselarij <<<